# المرأة في الصومال
المرأة في الصومال تشكل النساء في الصومال ما يقرب من نصف سكان البلاد. وهذه النسبة تشكل جزءًا أساسيًا من المجتمع الصومالي، مع أدوار محددة وهامة بشكل واضح في بنية الأسرة والعشيرة. وهذا يشمل النساء الصوماليات في منطقة بلاد بنط المتمتعة بالحكم الذاتي وأرض الصومال، والجمهورية المعلنة التي أُعترف بها دولياً باعتبارها منطقة ذات حكم ذاتي (الاتحادية دولة عضو) من الصومال.

## عدد السكان

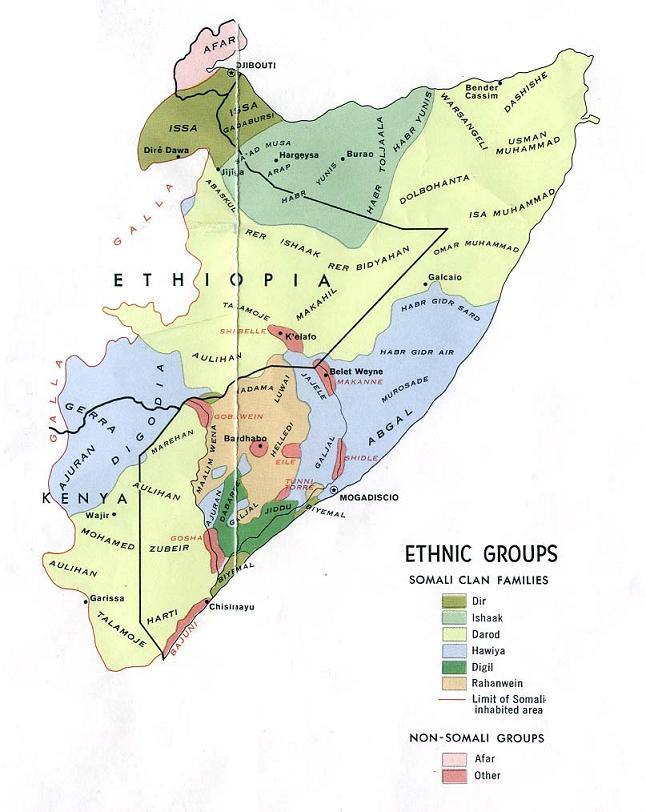
2002 CIA خريطة تبين توزيع مختلف العشائر الصومالية.

أغلب سكان الصومال من المسلمين. بمعدل نمو سكاني 1.67٪ سنويًا ومعدل المواليد من 41.45 ولادة / 1،000 شخص. معدل الخصوبة الكلي هو 6.17 طفل لكل امرأة (تقديرات 2013)، ورابع أعلى المعدلات في العالم، وفقًا لكتاب حقائق العالم. معظم السكان المحليين من الشباب، حيث يبلغ متوسط العمر 17.7 عامًا. بين 44.3٪ من السكان الذين تتراوح أعمارهم بين 0-14 سنة، 53.5٪ من الذين تتراوح أعمارهم بين 15-64 عامًا، و2.3% فقط هو 65 سنة من العمر أو أكثر. نسبة الجنسين متوازنة نسبيًا.

## عشيرة وعائلة هيكل
التجمعات العشائرية للشعب الصومالي هي وحدات اجتماعية مهمة، وعضوية العشيرة تلعب دورًا مركزيًا في الثقافة والسياسة الصومالية. العشائر أبوية وتنقسم أحيانا إلى العديد من الأقسام الفرعية.
المجتمع الصومالي تقليديًا متزاوج عرقيًا. وذلك لتوسيع علاقات التحالف، والزواج هو في كثير من الأحيان إلى الصومالية العرقي آخر من عشيرة مختلفة. وهكذا، على سبيل المثال، لاحظت دراسة حديثة أن 89% من الزيجات من قبل رجال من عشيرة Dhulbahante، كانت 55% (62٪) مع النساء من Dhulbahante العشائر الأخرى من تلك أزواجهن. كانت 30% (33.7٪) مع النساء المحيطة عشائر الأسر العشائرية الأخرى (اسحاق، 28؛ الهوية، 3)؛ و3 (4.3٪) كانوا مع النساء من غيرها من العشائر الأسرة قبيلة الدارود (Majeerteen 2، أوجادين 1).
وتشمل العشائر الصومالية الرئيسية:
- دارود
- دير
- الهوية
- إسحاق
- الرحانوين (ديجيل وميريفلي)

في عام 1975، تم تعيين الإصلاحات الحكومية أبرز بشأن قانون الأسرة في بلد مسلم في الحركة في جمهورية الصومال الديمقراطية، التي وضعت النساء والرجال، بما في ذلك الأزواج والزوجات، على قدم المساواة كاملة. وأعطى قانون 1975 الصومالية الأسرة الرجال والنساء على قدم المساواة تقسيم الممتلكات بين الزوج والزوجة عند الطلاق، والحق الحصري للمراقبة من قبل كل من الزوجين على ممتلكاته الشخصية.

## الملابس

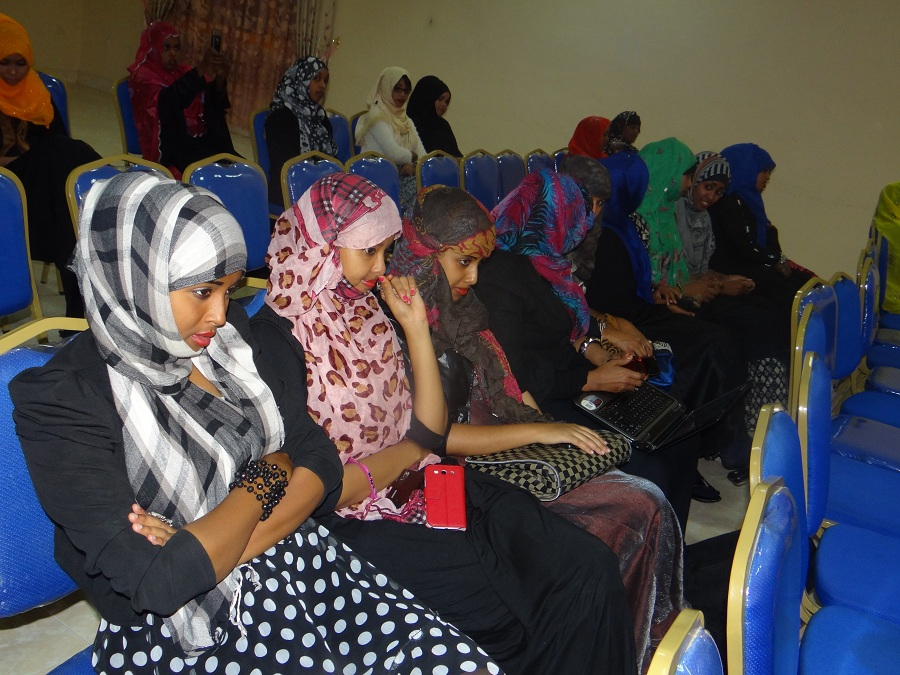
الشابات الصوماليات في حال المجتمع في هرجيسا.

خلال، يوما بعد يوم الأنشطة العادية والنساء في الصومال عادة ارتداء guntiino، على امتداد مسافة طويلة من القماش مربوطة على الكتف ورايات حول الخصر. ويتكون guntiino عادة من قماش أبيض عادي يضم أحيانا مع الحدود الزخرفية، على الرغم من alindi في الوقت الحاضر، نسيج مشترك في منطقة القرن الأفريقي وبعض أجزاء من شمال أفريقيا، وأكثر استخداما. يمكن أن ترتديه الملابس في العديد من الأساليب المختلفة ومع الأقمشة المختلفة. لمزيد من الإعدادات الرسمية مثل حفلات الزفاف والاحتفالات الدينية مثل عيد والنساء يرتدين ديراك، طويل، ضوء، شفاف الفوال ثوب مصنوع من القطن والبوليستر أو قماش ساري. ويرتبط ديراك إلى بأكمام قصيرة ثوب القفطان العربي. كان يلبس على كامل طول نصف الانزلاق وحمالة. المعروفة باسم gorgorad، يرصد تحتية من الحرير وبمثابة جزء أساسي من الزي عموما. وديراك هو عادة سباركلي وملونة جدا، والأساليب الأكثر شعبية يجري تلك التي لها حدود مذهبة أو المواضيع. وعادة ما يتم الحصول النسيج من محلات الملابس الصومالية جنبا إلى جنب مع gorgorad. في الماضي، كان أيضا في كثير من الأحيان شراء النسيج ديراك من التجار في جنوب آسيا.

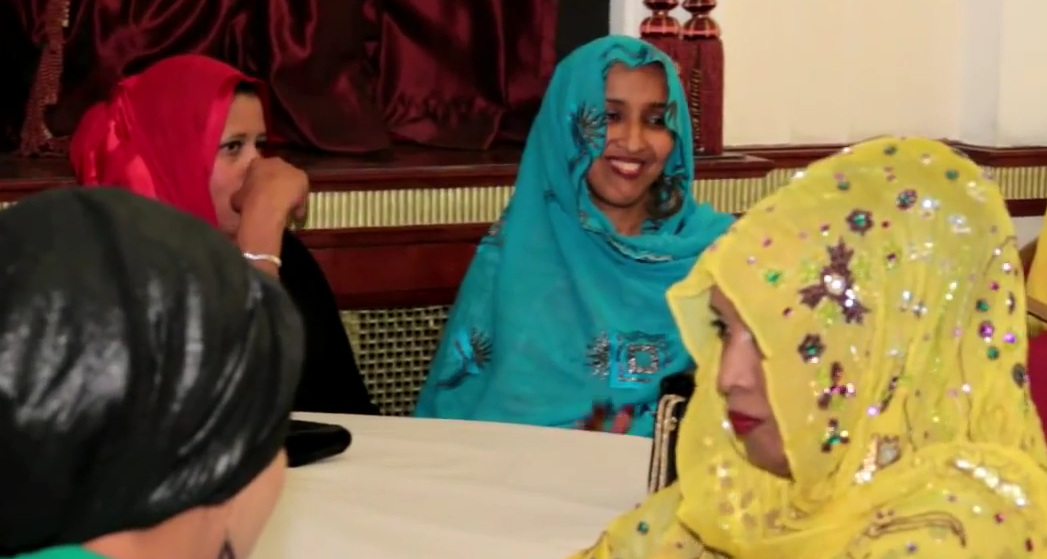
المرأة الصومالية في اللباس التقليدي.

النساء المتزوجات تميل إلى الرياضة الحجاب يشار إلى شاش، وأيضا في كثير من الأحيان تغطي جسمها العلوي مع شال المعروفة باسم garbasaar. النساء غير المتزوجات أو الشباب، ومع ذلك، لا تغطي دائما رؤوسهم. الزي العربي التقليدي مثل كما يلبس الجلباب عادة.
بالإضافة إلى ذلك، النساء الصوماليات لديها تقليد طويل من لبس الذهب والفضة والمجوهرات، وخاصة الأساور. خلال حفلات الزفاف، وكثيرا ما تزين العروس في الذهب. العديد من النساء الصوماليات التقاليد أيضا ارتداء القلائد الذهبية والخلخال. Xirsi، قلادة القرآنية، وتلبس أيضا في بلدان مثل إثيوبيا واليمن، هو أيضا البالية في كثير من الأحيان.
الحناء هو جزء آخر مهم من الثقافة الصومالية. يلبس من قبل النساء الصوماليات على أيديهم، والأسلحة والقدمين والرقبة خلال حفلات الزفاف، وعيد رمضان، وغيرها من المناسبات الاحتفالية. تصاميم الحناء الصومالية مماثلة لتلك التي في شبه الجزيرة العربية، وغالبا ما تتميز زهرة الزخارف والأشكال الثلاثية. كما تم تزيين النخيل في كثير من الأحيان مع نقطة من الحناء وانخفض أطراف الأصابع في الصبغة. وعادة ما يتم عقدت الأحزاب الحناء قبل أن يتم حفل الزفاف مكان.

## الأدب
الصومال لديها تقليد طويل من الشعر. وتشمل عدة أشكال الصومالية متطورة من الآية buraanbur يحركها من الإناث، وكذلك غباي، jiifto، geeraar، wiglo، beercade، afarey وguuraw. وغباي (ملحمة قصيدة) يتكون في الغالب من قبل الرجال لديه طول الأكثر تعقيدا ومتر، وغالبا ما تتجاوز 100 خط. وهو يعتبر علامة التحصيل الشعري عند الشاعر الشاب قادر على تكوين هذه الآية، واعتباره ذروة الشعر. Buraanbur، الذي هو من تدبير أخف وزنا، ويتكون أساسا من النساء. مجموعات من حفظة وقراء (hafidayaal) نشر تقليديا شكل من اشكال الفن متطورة. قصائد تدور حول عدة محاور رئيسية، بما في ذلك baroorodiiq (رثاء)، الأمان لل(الحمد)، jacayl (الرومانسية)، guhaadin (الهجاء)، digasho (شماتة) وguubaabo (التوجيه). يتكون baroorodiiq لاحياء ذكرى وفاة شاعر أو شخصية بارزة.

## المرأة البارزة
وتشمل النساء البارزة في البلاد رئيسة للمرأة مسلم بارنيت في شبكة حنان إبراهيم، الوزير الاتحادي السابق للتنمية الاجتماعية مريم القاسم، وزير الخارجية الاتحادي السابق Fowsiyo يوسف حاجي Aadan، وزير الخارجية السابق لمنطقة أرض الصومال إدنا عدنان إسماعيل، والمستشار البرلماني هودان أحمد.